# 昭勋阁二十四功臣
昭勋阁二十四功臣，根据明代张岱的《夜航船 卷三》人物部记载，指的是宋理宗宝庆二年（1226年），宋理宗命畫師繪二十四位功臣图像，置于昭勋阁。列名者為赵普、曹彬、薛居正、石熙载、潘美、李沆、王旦、李继隆、王曾、吕夷简、曹玮、韩琦、曾公亮、富弼、司马光、韩忠彦、吕颐浩、赵鼎、韩世忠、张浚、陈康伯、史浩、葛邲與赵汝愚。
在这二十四功臣中，只有曹彬、潘美、曹玮、李继隆、韩世忠是职业军人。

## 腳注
1. ↑  《夜航船》卷三 人物部：“宋理宗宝庆二年，图功臣神像于昭勋阁，赵普、曹彬、薛居正、石熙载、潘美、李沆、王旦、李继隆、王曾、吕夷简、曹玮、韩琦、曾公亮、富弼、司马光、韩忠彦、吕颐浩、赵鼎、韩世忠、张浚、陈康伯、史浩、葛邲、赵汝愚，凡二十四人。”